# Gamonosa
La Gamonosa es una montaña de la sierra de Gredos, en el Sistema Central español. Con 1915 m s. n. m. es a su vez uno de los puntos más altos de la comarca del Valle del Tiétar, en la provincia de Ávila, y del sector oriental de la sierra de Gredos.
Se sitúa entre los términos municipales de Casavieja, Mijares y Villanueva de Ávila.
Desde su cima se puede apreciar los valles del Tiétar y del Alberche, así como también numerosos pueblos cercanos de las provincias de Ávila y Toledo.